# Грем Тейлор (футболіст)
Грем Тейлор (англ. Graham Taylor, 15 вересня 1944, Ворксоп — 12 січня 2017) — англійський футболіст, захисник. По завершенні ігрової кар'єри — футбольний тренер.

## Ігрова кар'єра
У дорослому футболі дебютував 1962 року виступами за команду клубу «Грімсбі Таун», в якій провів шість сезонів, взявши участь у 189 матчах чемпіонату. Більшість часу, проведеного у складі «Грімсбі Тауна», був основним гравцем захисту команди.
1968 року перейшов до клубу «Лінкольн Сіті», за який відіграв 4 сезони. Граючи у складі «Лінкольн Сіті» також здебільшого виходив на поле в основному складі команди. Завершив професійну кар'єру футболіста виступами за команду «Лінкольн Сіті» у 1972 році через серйозну травму стегна.

## Кар'єра тренера
Розпочав тренерську кар'єру відразу ж по завершенні кар'єри гравця, 1972 року, очоливши тренерський штаб клубу «Лінкольн Сіті».
Надалі очолював команди «Вотфорд», «Астон Вілла» та збірну Англії, з якою брав участь на Євро-1992.
Наразі останнім місцем тренерської роботи був клуб «Астон Вілла», команду якого Грем Тейлор очолював як головний тренер до 2003 року.

## Досягнення
- Віцечемпіон Англії: 1983, 1990
- Фіналіст Кубка Англії: 1984